# Shizuoka-præfekturet
Shizuoka-præfekturet (静岡県 Shizuoka-ken) er et præfektur i Japan.
Præfekturet ligger i regionen Chūbu på sydkysten af den centrale del af Japans hovedø Honshū. Det har et areal på 7.780 km2
og et befolkningstal på 3.609.465 (2021) indbyggere. Hovedbyen og den største by er byen Shizuoka.